# Керем Камаль
Керем Казім Камаль (тур. Kerem Kazım Kamal; нар. 10 серпня 1999) — турецький борець греко-римського стилю, чемпіон, дворазовий срібний та бронзовий призер чемпіонатів Європи, чемпіон Середземноморських ігор.

## Життєпис
Багаторазовий чемпіон та призер чемпіонатів світу і Європи у молодших вікових групах.

## Спортивні результати на міжнародних змаганнях

### Виступи на Олімпійських іграх
| Змагання                                   | Збірна    | Вагова категорія                 | Місце |
| ------------------------------------------ | --------- | -------------------------------- | ----- |
| Боротьба на літніх Олімпійських іграх 2020 | Туреччина | греко-римська боротьба, до 60 кг | 12    |

### Виступи на Чемпіонатах світу
| Змагання                        | Збірна    | Вагова категорія                 | Місце |
| ------------------------------- | --------- | -------------------------------- | ----- |
| Чемпіонат світу з боротьби 2018 | Туреччина | греко-римська боротьба, до 60 кг | 19    |
| Чемпіонат світу з боротьби 2019 | Туреччина | греко-римська боротьба, до 60 кг | 21    |
| Чемпіонат світу з боротьби 2022 | Туреччина | греко-римська боротьба, до 60 кг | 7     |
| Чемпіонат світу з боротьби 2023 | Туреччина | греко-римська боротьба, до 60 кг | 25    |

### Виступи на Чемпіонатах Європи
| Змагання                         | Збірна    | Вагова категорія                 | Місце  |
| -------------------------------- | --------- | -------------------------------- | ------ |
| Чемпіонат Європи з боротьби 2019 | Туреччина | греко-римська боротьба, до 60 кг | Бронза |
| Чемпіонат Європи з боротьби 2020 | Туреччина | греко-римська боротьба, до 60 кг | Срібло |
| Чемпіонат Європи з боротьби 2021 | Туреччина | греко-римська боротьба, до 60 кг | Срібло |
| Чемпіонат Європи з боротьби 2022 | Туреччина | греко-римська боротьба, до 60 кг | Золото |
| Чемпіонат Європи з боротьби 2023 | Туреччина | греко-римська боротьба, до 60 кг | 5      |
| Чемпіонат Європи з боротьби 2024 | Туреччина | греко-римська боротьба, до 60 кг | 16     |

### Виступи на Європейських іграх
| Змагання              | Збірна    | Вагова категорія                 | Місце |
| --------------------- | --------- | -------------------------------- | ----- |
| Європейські ігри 2019 | Туреччина | греко-римська боротьба, до 60 кг | 7     |

### Виступи на Середземноморських іграх
| Змагання                    | Збірна    | Вагова категорія                 | Місце  |
| --------------------------- | --------- | -------------------------------- | ------ |
| Середземноморські ігри 2022 | Туреччина | греко-римська боротьба, до 60 кг | Золото |

### Виступи на Кубках світу
| Змагання                    | Збірна    | Вагова категорія | Місце |
| --------------------------- | --------- | ---------------- | ----- |
| Кубок світу з боротьби 2022 | Туреччина | команда          | 4     |

### Виступи на інших змаганнях
| Змагання                                                       | Збірна    | Вагова категорія                 | Місце  |
| -------------------------------------------------------------- | --------- | -------------------------------- | ------ |
| Гран-прі Загреба з боротьби 2018                               | Туреччина | греко-римська боротьба, до 60 кг | 4      |
| Турнір Дана Колова — Николи Петрова 2018                       | Туреччина | греко-римська боротьба, до 60 кг | Бронза |
| Турнір Вехбі Емре і Гаміта Каплана 2019                        | Туреччина | греко-римська боротьба, до 60 кг | Срібло |
| Гран-прі Загреба з боротьби 2019                               | Туреччина | греко-римська боротьба, до 60 кг | Золото |
| Меморіал Маттео Пелліконе 2020                                 | Туреччина | греко-римська боротьба, до 60 кг | 5      |
| Відкритий чемпіонат Загреба з боротьби 2020                    | Туреччина | греко-римська боротьба, до 60 кг | Золото |
| Гран-прі Франції Анрі Деглана 2021                             | Туреччина | греко-римська боротьба, до 60 кг | Золото |
| Київський Міжнародний турнір з боротьби 2021                   | Туреччина | греко-римська боротьба, до 63 кг | Срібло |
| Олімпійський кваліфікаційний турнір з боротьби 2020 (Будапешт) | Туреччина | греко-римська боротьба, до 60 кг | Золото |
| Турнір Вехбі Емре і Гаміта Каплана 2021                        | Туреччина | греко-римська боротьба, до 60 кг | Золото |
| Меморіал Болата Турлиханова 2022                               | Туреччина | греко-римська боротьба, до 63 кг | Золото |
| Міжнародний турнір Любомира Івановича-Гедзи 2022               | Туреччина | греко-римська боротьба, до 63 кг | Золото |
| Кубок Міжнародної федерації університетського спорту 2022      | Туреччина | греко-римська боротьба, до 63 кг | Золото |
| Турнір Ібрагіма Мустафи 2023                                   | Туреччина | греко-римська боротьба, до 60 кг | Золото |
| Меморіал Імре Поляка та Яноша Варги 2023                       | Туреччина | греко-римська боротьба, до 60 кг | Золото |

### Виступи на змаганнях молодших вікових груп
| Змагання                                            | Збірна    | Вагова категорія                 | Місце  |
| --------------------------------------------------- | --------- | -------------------------------- | ------ |
| Чемпіонат Європи з боротьби серед кадетів 2014      | Туреччина | греко-римська боротьба, до 42 кг | Золото |
| Чемпіонат Європи з боротьби серед кадетів 2015      | Туреччина | греко-римська боротьба, до 46 кг | Золото |
| Чемпіонат світу з боротьби серед кадетів 2015       | Туреччина | греко-римська боротьба, до 46 кг | Срібло |
| Чемпіонат Європи з боротьби серед кадетів 2016      | Туреччина | греко-римська боротьба, до 54 кг | Бронза |
| Чемпіонат світу з боротьби серед кадетів 2016       | Туреччина | греко-римська боротьба, до 54 кг | Срібло |
| Балканський чемпіонат з боротьби серед юніорів 2016 | Туреччина | греко-римська боротьба, до 55 кг | Золото |
| Чемпіонат Європи з боротьби серед юніорів 2017      | Туреччина | греко-римська боротьба, до 55 кг | Золото |
| Чемпіонат світу з боротьби серед юніорів 2017       | Туреччина | греко-римська боротьба, до 55 кг | Золото |
| Чемпіонат Європи з боротьби серед юніорів 2018      | Туреччина | греко-римська боротьба, до 60 кг | 17     |
| Чемпіонат світу з боротьби серед юніорів 2018       | Туреччина | греко-римська боротьба, до 60 кг | Золото |
| Чемпіонат світу з боротьби серед юніорів 2019       | Туреччина | греко-римська боротьба, до 60 кг | Золото |
| Чемпіонат Європи з боротьби серед молоді 2018       | Туреччина | греко-римська боротьба, до 60 кг | Золото |
| Чемпіонат світу з боротьби серед молоді 2018        | Туреччина | греко-римська боротьба, до 60 кг | Бронза |
| Чемпіонат Європи з боротьби серед молоді 2019       | Туреччина | греко-римська боротьба, до 60 кг | Золото |
| Чемпіонат світу з боротьби серед молоді 2021        | Туреччина | греко-римська боротьба, до 60 кг | Бронза |